# Parisbäckenet
Parisbäckenet är ett slättområde kring Paris, som upptar mitten av den norra halvan av landet, med undantag för östra Frankrike. Det sträcker sig från kullarna strax söder om Calais till Poitiers och från Caen till randen av den mellersta Rhendalen, öster om Saarbrücken.
Landsbygden utgörs av slätter och platåer av begränsad höjd. Varierande typ av leror, kalksten och krita ger upphov till egenskaperna hos regioner som Champagne Humide och Champagne Pouilleuse i Pays de Caux och Pays de Bray.
Parisbäckenet har fått sin form efter den underliggande berggrundens struktur. Närmast centrum består det av skålformigt nedsänkta, tertiära lager, mest kalk- och sandstenar. Utåt följer åt alla håll allt äldre formationer från de geologisk perioderna krita, jura och trias. De bildar, allt efter växande motståndskraft mot nedbrytande processer, koncentriska rader av kullar med den mest markerade branten riktad ut från centrum, så kallade cuestabildningar (franska cotes), t. ex. Côte de l’Ile-de-France, Côte corallienne och Côte de Meuse.
Parisbäckenet låg under större delarna av de mesozoiska och tertiära perioderna under havets yta. Detta varade längst över det skålformiga bäckenets inre delar. De yngsta tertiära bergarterna blev därför här mäktigast, medan de i randområdena var tunnare och därför delvis snart förstördes. Till detta bidrog också, att randområdena genom sin större höjd över havet blev mest utsatta för denudation. På grund av underlagets skålform stupade de olika formationerna svagt mot centrum. Dess innersta del bildar nu Ile-de-France. Berggrunden består där av tertiära lager, medan de äldre formationerna ligger koncentriskt ordnade kring de tertiära bildningarna.
Två stora oljefält ligger i bäckenet, Chaunoy Field och Villeperdufältet, som upptäcktes 1982. Villeperdue producerar från oolitisk kalksten på 1 850 m djup.